# 여주군
여주군(驪州郡)은 경기도 여주시의 이전 행정 구역으로, 조선 예종 1년(1469년) 여주목에 기원한다. 2013년 여주읍을 폐지하고 여주시로 승격하였다.